# Двупетниста чучулига
Двупетниста чучулига (Melanocorypha bimaculata) е вид птица от семейство Чучулигови (Alaudidae).

## Разпространение и местообитание
Разпространен е в Азербайджан, Армения, Афганистан, Бахрейн, Египет, Еритрея, Етиопия, Израел, Индия, Йордания, Ирак, Иран, Казахстан, Киргизстан, Китай, Кувейт, Ливан, Обединените арабски емирства, Оман, Пакистан, Република Кипър, Саудитска Арабия, Сирия, Судан, Таджикистан, Туркменистан, Турция и Узбекистан.